# Skattningsfunktion
Inom matematisk statistik anger termen skattningsfunktion gradienten (vektorn av partiella derivator) av logaritmen av likelihood-funktionen.
Formellt sett, för en observation {\displaystyle X} med likelihood-funktionen {\displaystyle L(\theta ;X)},  ges skattningen {\displaystyle V}  
av:
{\displaystyle V={\frac {\partial }{\partial \theta }}\log L(\theta ;X)={\frac {1}{L(\theta ;X)}}{\frac {\partial L(\theta ;X)}{\partial \theta }}.}
{\displaystyle V}  är en funktion av {\displaystyle \theta } (de parametrar som ska uppskattas) och X (observationerna).

## Egenskaper

### Medelvärde
Under vissa förhållanden är väntevärdet av {\displaystyle V} vid observationen x  noll, givet {\displaystyle \theta } ({\displaystyle \mathbb {E} (V|\theta )}), lika med noll .
Om man skriver om likelihood-funktionen som en täthetsfunktion (L (θ, x) = f (x, θ)) får man att
{\displaystyle \mathbb {E} (V|\theta )=\int _{x=-\infty }^{+\infty }\left({\frac {\partial }{\partial \theta }}\log f(x;\theta )\right)f(x;\theta )dx=\int _{x=-\infty }^{+\infty }{\frac {\frac {\partial f(x;\theta )}{\partial \theta }}{f(x;\theta )}}f(x;\theta )dx}
som, under vissa förhållanden, kan förenklas till:
{\displaystyle \mathbb {E} (V|\theta )=\int _{x=-\infty }^{+\infty }{\frac {\partial f(x;\theta )}{\partial \theta }}\,dx={\frac {\partial }{\partial \theta }}\int _{x=-\infty }^{+\infty }f(x;\theta )\,dx={\frac {\partial }{\partial \theta }}1=0.}

### Varians
Variansen av skattningen kallas för Fisherinformationen, betecknat {\displaystyle {\mathcal {I}}(\theta )}. Eftersom väntevärdet av skattningen är noll, ges variansen av skattningen av: 
{\displaystyle {\mathcal {I}}(\theta )=\mathbb {E} \left\{\left.\left[{\frac {\partial }{\partial \theta }}\log L(\theta ;X)\right]^{2}\right|\theta \right\}.}